# Hypogymnia enteromorphoides
Hypogymnia enteromorphoides är en lavart som beskrevs av Elix. Hypogymnia enteromorphoides ingår i släktet Hypogymnia och familjen Parmeliaceae.   Inga underarter finns listade i Catalogue of Life.